# Sounaila Sagnon
Sounaila Sagnon (nascido em 4 de junho de 1966) é um boxeador burkinabé que competiu nas Olimpíadas de 1988.
Sagnon entrou no evento dos peso médio nos Jogos Olímpicos de Verão de 1988 e recebeu um bye no primeiro turno; no segundo turno ele bateu o boxeador ugandense John Bosco Waigo quando o árbitro parou a luta após 1 minuto e 51 segundos do primeiro turno. A sua próxima luta foi contra o pugilista da União Soviética Yevgeni Zaytsev; o soviético era forte demais para Sagnon e a luta foi interrompida no segundo turno.